# Francesco Biangardi
Francesco Biangardi (* 23. Februar 1832 in Neapel; † 21. Februar 1911 in Caltanissetta) war ein italienischer Bildhauer auf Sizilien.

## Leben
Biangardi war der Sohn des Bildhauers Vincenzo Biangardi. Seine Kindheit verlebte er in Mussomeli auf Sizilien, wo er in der väterlichen Werkstatt ausgebildet wurde. Es folgte ein Besuch der  Accademia di Arte in Rom. Danach ging er in seine Geburtsstadt Neapel. Dort heiratete er, und sein Sohn Fortunato wurde geboren. Nach dem Tod seiner  ersten Frau heiratete er 1861 Giovanna Allegra, die ihm den Sohn Vincenzo gebar. 1864 ging er nach Cittanova in Kalabrien, wo er zahlreiche polychrome Holzfiguren schuf.
1873 kehrte er in die väterliche Werkstatt nach Mussomeli zurück, wo sein erst zwölfjähriger Sohn Vincenzo  erste Skulpturen für Kirchen schuf. Technisch verlegte sich Biangardi auf die Verwendung von Pappmaché, Leinwand und Gips für den Aufbau seiner Skulpturen.
1866 wechselte er von Mussomeli nach Caltanissetta, wo Vater und Sohn gemeinsam an Aufträgen arbeiteten.  1890 starb sein äußerst begabter Sohn Vincenzo, wohl gewaltsamen Todes.
Stilistisch sind die Arbeiten von Francesco und Vincenzo Biangardi kaum zu unterscheiden. Bemerkenswert bei beiden Künstlern ist die anatomisch genaue Umsetzung der Figuren, die sich in ihrer Volkstümlichkeit der Tradition neapolitanischer und sizilianischer Krippenfiguren annähern.
Francesco Biangardis Versuch, ein Holzkruzifix von Umile da Petralia zu restaurieren, erwies sich als Fehlschlag, da er den Christuskörper durch eine neue Farbfassung völlig verfremdete.
Einer seiner Schüler war Giuseppe Emma (1890)

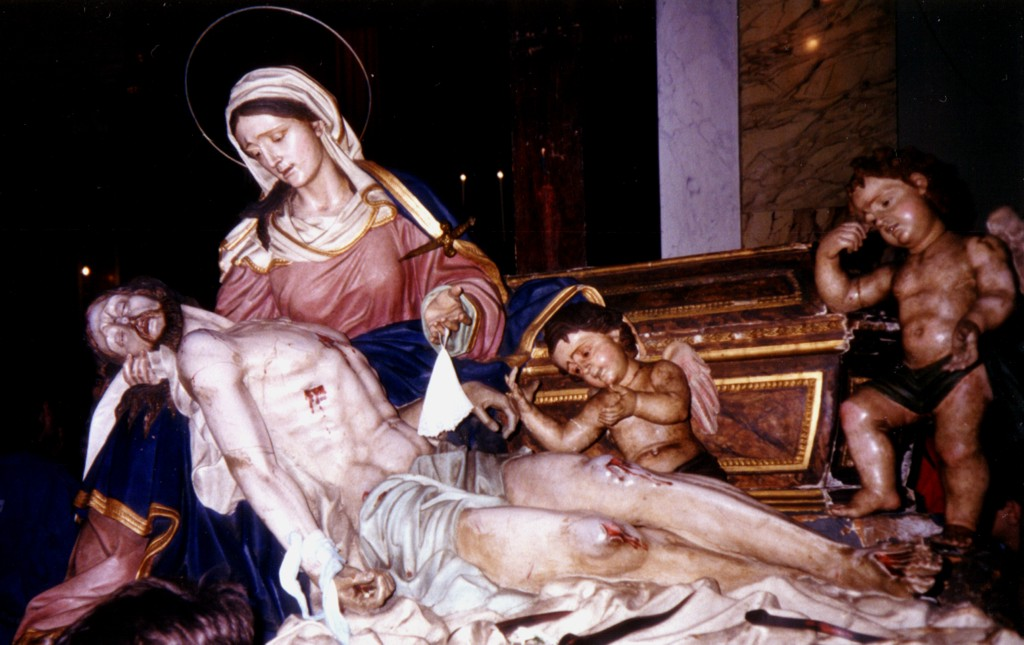
Francesco Biangardi: “Pietà”, (1866) aus den „Vare“ von Cittanova

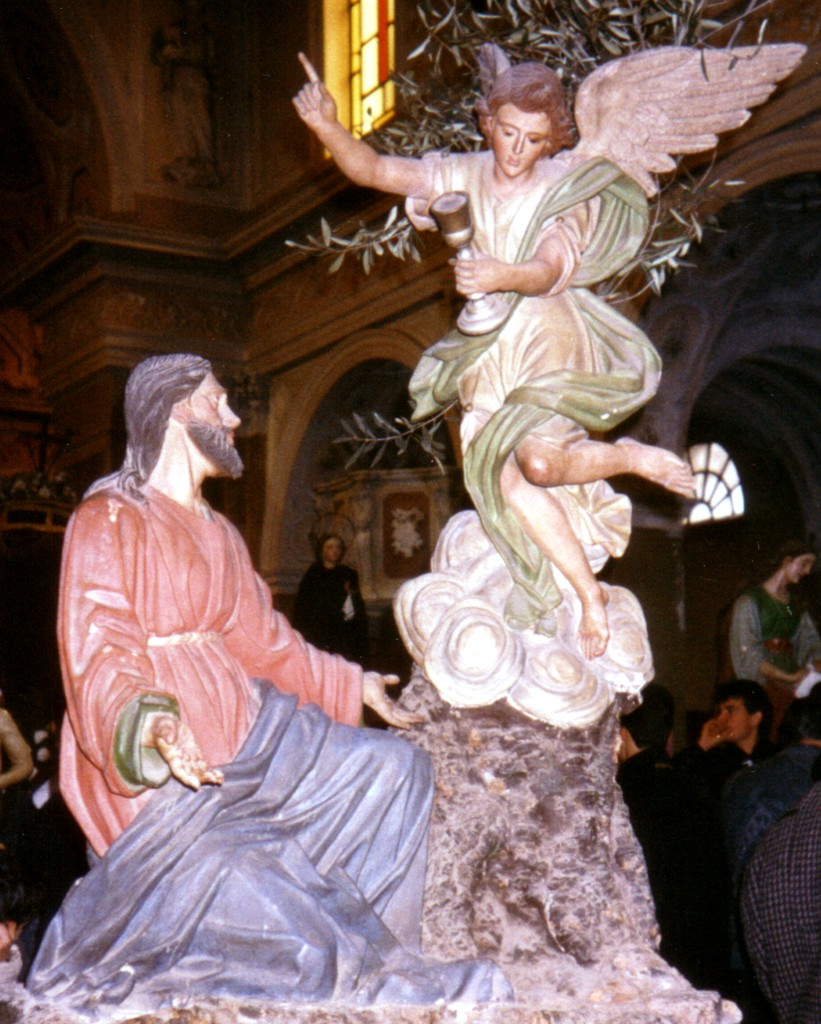
Francesco Biangardi: „Christus im Gebet“ (1889) aus den „Vare“ von Cittanova

## Werke (Auswahl)
- Chiesa del Carmelo (Mussomeli): Madonna del Carmelo und Madonna della Pace
- Chiesa San Giovanni (Mussomeli): Schmerzensmadonna (1875) und Jesusknabe
- Chiesa di San Domenico (Mussomeli): Madonna dei Miracoli (1876) und Madonna del Rosario (1876)
- Chiesa di San Gioacchino e Sant'Anna detta „dei Monti“ (Mussomeli): Madonna Assunta
- Cappella Sorce Malaspina (Mussomeli): Madonna del Riparo (1875) und Jesusknabe
- Chiesa di Sant'Antonio Abate (Mussomeli): Sant'Eligio
- Chiesa di San Sebastiano (Caltanissetta): Sant'Alfonso di Liguori, San Biagio und Madonna, Kind mit Johannes und Maria Magdalena
- Cattedrale (Caltanissetta): Madonna und Johannes der Täufer
- Chiesa di San Giuseppe (Caltanissetta): Madonna della Medaglia Miracolosa und Beweinung
- Chiesa della Saccara (Caltanissetta): Beweinung
- Chiesa Prestianni- cozzo di Naro (Caltanissetta): Pietà
- Cimitero Angeli (Caltanissetta): Statue am Grab der Familie Saetta
- Santuario Signore della Città (Caltanissetta): Franziskus
- Chiesa di San Pio X. (Caltanissetta): 15 Kreuzwegstationen, ab 1883, vom Sohn Vincenzo begonnen, bis 1902 von Francesco Biangardi fertiggestellt
- Chiesa di Santa Maria la Nova (Neapel): Jakobus der Ältere
- 11 Kreuzwegstationen (Cittanova): -Gebet im Garten Gethsemane (1865); -Geißelung Christi (1865); -Dornenkrönung (1865); -Ecce Homo (1892); -Kreuztragung (1865); -Christus im Gebet (1889); -Kreuzigung (1868); -Die Marien unter dem Kreuz (1883); -Maria Magdalena (1867); -Pietà (1866); -Beweinung (1895).
- Chiesa di San Giuseppe (Cittanova): Josef und der Jesusknabe und Johannesknabe
- Chiesa Madre (Cittanova): Madonna della Pace (1873)
- Chiesa San Antonio Abate (Ispica): Santa Lucia